# Ca la Mirona
Ca la Mirona és una casa de Valls (Alt Camp) protegida com a Bé Cultural d'Interès Local.

## Descripció
Edifici situat a la cantonada entre el carrer del Carme i el carrer dels Metges. Es tracta d'una construcció de quatre plantes, planta baixa, dos pisos i golfes. Tot i que presenta deficiències en la conservació, es diferencien elements interessants com la pròpia distribució simètrica de la façana, les baranes metàl·liques de les finestres balconeres, les obertures ovalades de les golfes i l'arc escarser de la façana del Carme. Destacar el portam de fusta amb decoració geomètrica de la porta d'accés i les finestres superiors, que presenten una forma d'arc escarser diferenciada de la forma allindanada de construcció; així com l'enreixat de l'arc escarser situat a la planta baixa de la façana del carrer del Carme.